# バウテル・トシオ・サイトウ
斎藤 俊男（さいとう としお、Walter Toshio Saito、1967年 - ）は、日系ブラジル人の人材派遣会社「ティー・エス」の創業者である。日系ブラジル人向けにブラジルのカリキュラムに沿って高校までポルトガル語で学べる「ティー・エス学園」を設立した。学園は2009年に埼玉県でブラジル教育省 （MEC）と日本政府によって承認された。   

## 略歴
日系2世。1967年、ブラジルのパラナ州で生まれる。パラナ州立ロンドリーナ総合大学教育学部を卒業した。大学卒業後は地元の高校で体育教師をしていた。
1990年、改正出入国管理法の施行により日系3世までの日本での就労が可能になったことを契機に、親の祖国を見たかったとの理由で渡日した。渡日後は高圧電線のメンテナンスの仕事をしたり、埼玉県や岐阜県の自動車部品工場で働いたりした。このほか、日本語がうまく就職面接の通訳を依頼されたことも多く、あるとき訪問会社の社長にこれをビジネスにすることを勧められた。
1995年、人材派遣会社「有限会社ティー・エス」を設立し、日系人を雇って自動車部品の工場に派遣するビジネスを始めた。ビジネスは、子持ちの日系人が働きやすいよう会社に保育室を設けるなどの工夫もあり、しだいに評判を呼んだ。しかし2008年のリーマンショックの影響で受注が激減し、3億円の借金を背負うこととなった。
税金が払えないと相談するために埼玉県上里町役場へ行く最中、荒れ果てた農地を目にし、役場では後継者がなく放置された農地が増えていると聞き、農業への参入を決意した。当初はキャベツやブロッコリーを栽培したが、出荷時の価格が安定せず、2009年からは価格の安定した長ネギを栽培を開始した。土づくりにこだわった長ネギの味や、出荷から販売までの早さをアピールし、しだいに栽培、販売規模を拡大させていった。2014年に、長ネギを「ねぎ王」というブランドで商標登録した（ブランド名はのちに「葱王」に変更）。 漫画家のマウリシオ・デ・ソウザとの合意により、この製品のパッケージには、 トゥルマ ・ダ・モニカのホラティウスというキャラクターが描かれている。
斎藤は長ネギ栽培のほか日系ブラジル人の教育にも関与した。2009年、高校までブラジルのカリキュラムに沿ってポルトガル語で学べる学校「ティー・エス学園」を上里町で創設した。
2017年には日本人の子どもも受け入れる認可保育園を設立した。2018年には「ティー・エス財団」を設立した。同財団では、日系ブラジル人の子どもの大学進学のため、返済不要の奨学金を出している。
2014年、彼は埼玉県の大使に任命された。これは、その地域の政府から付与された称号で 彼は、埼玉に住んでいる外国人コミュニティの問題を管理するキーパーソンに指名されることに加えて、同じ州からグローバル賞も受賞した。
2018年、外務大臣表彰を受賞した。受賞理由「日本とブラジルとの相互理解の促進」。    
現在、斎藤はブラジル政府が行っている活動に対して日本政府からの支援を得るために多大な努力を払っている。グループの農業部門を担当するTSファームは、埼玉でのこの活動に多くのブラジル人を採用しているが、2014年に日本の農林水産省からの財政支援を受けることが承認された。このプロジェクトは、農業を強化するための変換と生産の増加に関するもので 関東地方で唯一の会社であり、この援助を受けるためにネギの栽培の分野で活動している日本で唯一の会社となった。 

## 人生とキャリア
ウォルター・サイトウは、サイトウ・マサキ（日本人）とサイトウ・トシコ（二重国籍のブラジル人） の子息としてパラナ州テラボア に生まれた。1971年に家族はロンドリーナに移り、そこで斉藤ウォルターは大学を卒業するまで暮らした。 
日本ブラジル友好通商条約第120周年を記念して発刊された「日系ブラジル人起業家50人の正体」という本には、ウォルター・サイトウの物語がある。 この本は、ジョルナル・サンパウロ新聞と菅野庁によって出版された。 
ウォルター・サイトウは、エンティティの責任者でもある。 2006年から2007年の間、彼は上里ロータリークラブ（埼玉）の会長を務めていた。2008年から2009年の間、彼は第2570地区ロータリークラブの青少年委員会長で 2009年以来、本庄市（埼玉県）の商工会議所の会員。2011年以来、在日ブラジル商工会議所（CCBJ）の顧問を務め、彼は上里青年商工会議所の会長であり、本庄市青年商工会議所の副議長も務めた。 

## 教育
2008年以来、彼は日本ブラジル学校協会（AEBJ）の会長を務めている。サイトウは講演で、日本で働くためにスタッフを採用する企業は、日本のブラジル人のための教育活動を開発する必要もあるという。 
2018年、彼はTS財団を設立し、日本に住んでいる若い外国人のための大学コースに資金を提供した 。 

## ドキュメンタリー
2011年、日本テレビは「Deus do coach」というタイトルのウォルター・サイトウに関するドキュメンタリーを発表。 これは、斎藤が多くの人々の助けを借りて食料品と食料をバスに詰め込み、その年に日本で地震と津波があった被災者に届けに行ったからで 彼は、この人道的ストーリーを伝えるためのセミナーに参加し、海外日系人協会のウェブサイトに掲載した。 

## 追加の参照資料
- <日系ブラジル人起業家50人の正体>、p. 202、宮坂国人編集長、2015
- <朝日新聞> デパートに並ぶ高級ネギ、売り上げが奨学金金に日系ブラジル人経営者の思いは 、2018年7月3日
- <海日系人協会> 平成25年度在日日系人のための生活相談員セミナーを実施しました 、2013年3月25日。
- <Yahoo News> 《ブラジール》「ブラジル人雇用奪わる」と警告＝〃ネギ王〃が講演「日本語が大事」＝ CIATEコラボラドーレスス 、2019年11月20日、2019年11月20日